# Kleinmaischeid
Kleinmaischeid är en kommun och ort i Landkreis Neuwied i förbundslandet Rheinland-Pfalz i Tyskland.
Kommunen ingår i kommunalförbundet Verbandsgemeinde Dierdorf tillsammans med ytterligare fem kommuner.